# 문성초등학교 (충남)
문성초등학교는 대한민국 충청남도 청양군 목면 지곡리 78-5에 있었던 공립 초등학교이다.

## 학교 연혁
- 1964년 3월 2일 목면국민학교 간두분교장(4학급) 설치 인가
- 1964년 7월 6일 간두분교장 설치 승인
- 1964년 10월 22일 간두분교장 개교
- 1967년 3월 1일 문성국민학교로 승격
- 1996년 3월 1일 문성초등학교로 개칭
- 2006년 3월 1일 목면초등학교로 통합

## 설립 과정
- 학교 근처 마을 지곡리의 옛이름 “간두문”과 유적지 “두릉윤성”의 간두문-“문” 두릉윤성-“성” 을 따서 문성이라 지음
- 구(舊) 목면 면사무소가 있는 마을을 간두문(干杜門)이라 부르는데 이는 지곡리에서 가장 큰 마을로 1964년 4학급인가를 받아 간두분교장으로 설치 개교하였다가 문성국민학교로 승격되면서 6학급을 편성하게 되었다.